# Неоопера-жах HAMLET
Неоопера-жах HAMLET — це вистава режисера Ростислава Держипільского з музикою композиторів Романа Григорів та Іллі Разумейка. У виставі використаний текст трагедії Шекспіра у перекладі Юрія Андруховича. Вистава створена у 2017 році на базі Івано-Франківського музично-драматичного театру у співпраці з музикантами формації Nova Opera.

## Історія створення

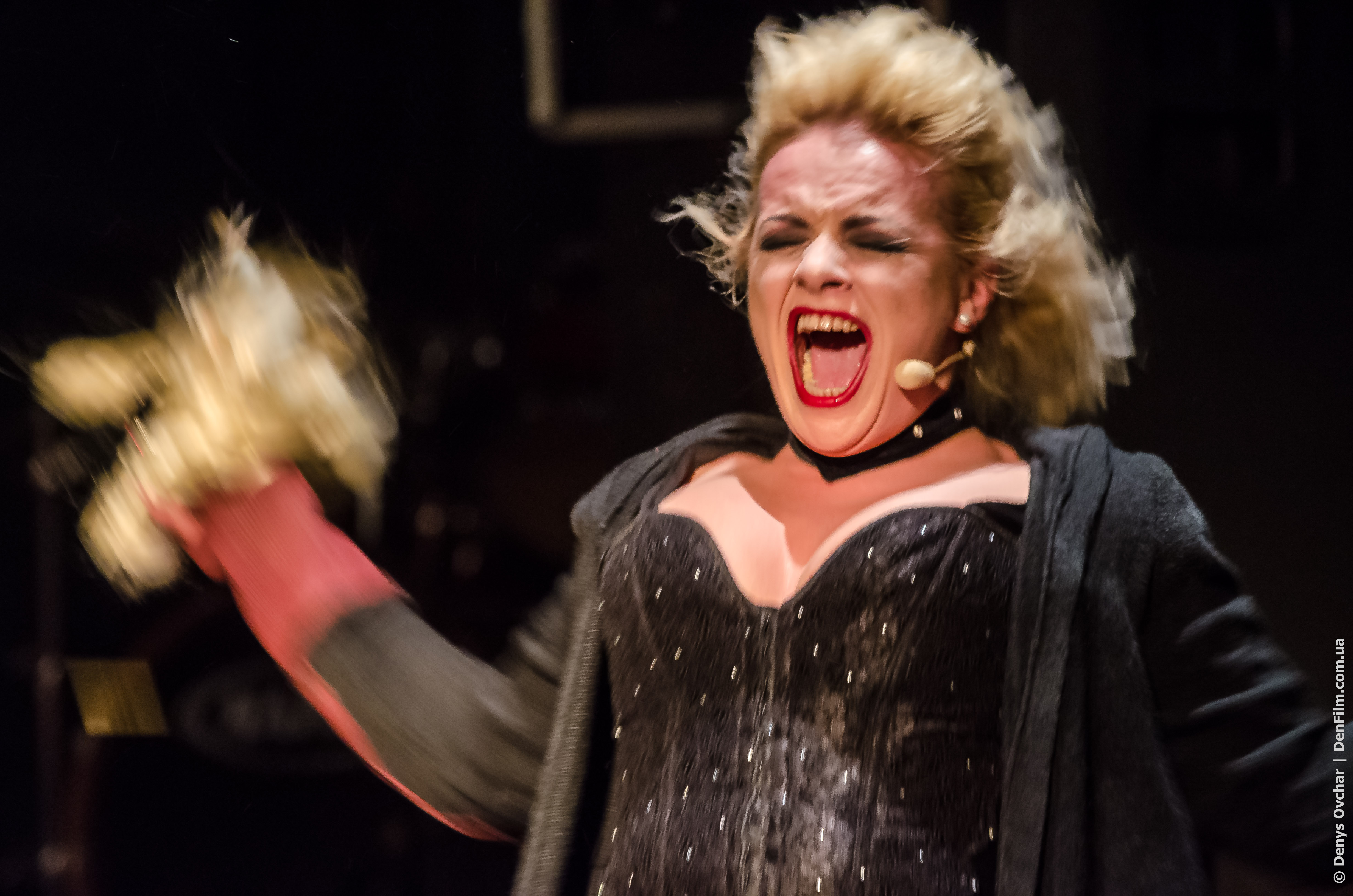
Ірма Вітовська в ролі Гертруди. Неоопера-жах Гамлет. Фото Денис Овчар.

### Репетиційний процесс
Влітку 2016 року режисер Ростислав Держипільский вирішив розпочати процесс перетворення Івано-Франківського музично-драматичного театру на багатофункційний культурний хаб. Одним із перших кроків для цього стало відкриття в якості нової сцени підвалу театру. Постурбаністичне підземелля надихнуло режисера на нове прочитання трагедії Шекспіра «Гамлет» в яскравому та актуальному перекладі Юрія Андруховича.
Восени 2016 року почалися читки п'єси за участі місцевих та запрошених артистів. В січні 2017 року протягом чотирьох тижнів відбувалися інтенсивні репетиції за участі музикантів та композиторів NOVA OPERA.
Прем'єра вистави відбулася 4 та 5 лютого 2017 року.

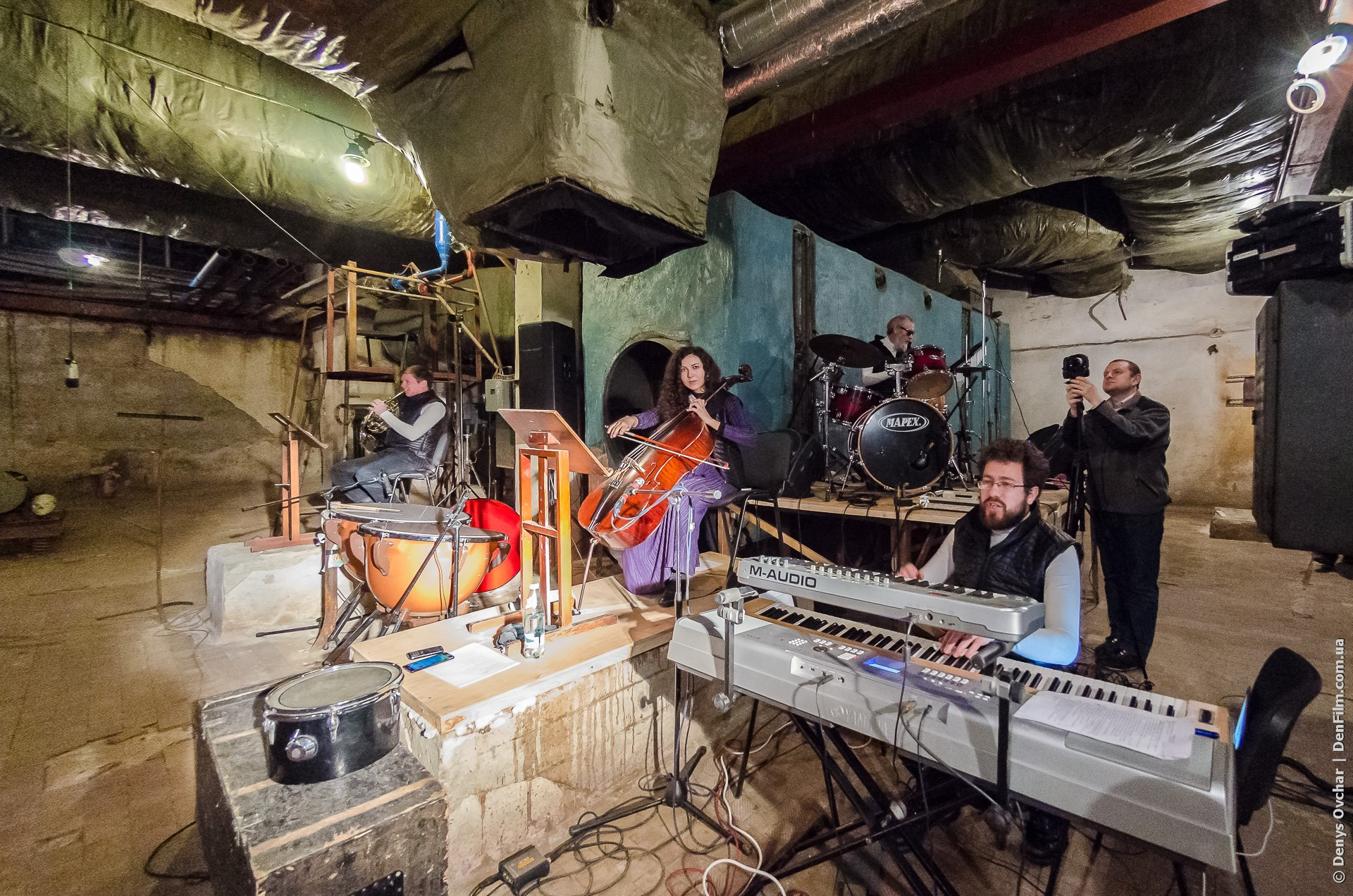
Оркестр Неоопери-жах Гамлет (Назар Спас, Жанна Марчинська, Андрій Надольский, Ілля Разумейко). Фото Денис Овчар.

### Музика неоопери
Під час створення музики композитори формації NOVA OPERA Роман Григорів та Ілля Разумейко вивчали історію музичного оформлення вистав у Шекспірівському театрі. Таким чином було створено невеликий ансамбль, який певним чином реконструював склад типового шекспірівського оркестру (Літаври, валторна, віолончель, контрабас, перкусія та клавіші). Наявність у виставі електронної музики трактувалася як реінтерпретація спеціального «шумового» відділу театру Глобус, де в часи Шекспіра за допомогою різних пристроїв та речовин відбувалося аналогове продукування «саунд-дизайну» вистав.
Полістилістична музика поєднала необарокко, балканські танцювальні мотиви, електроніку та алюзії на кіномузику XX сторіччя.
У виставі в якості музичного інструменту та символу Офелії було використано toy piano, інструмент, який перед цим звучав в операх BABYLON та сонОпері непрОсті.

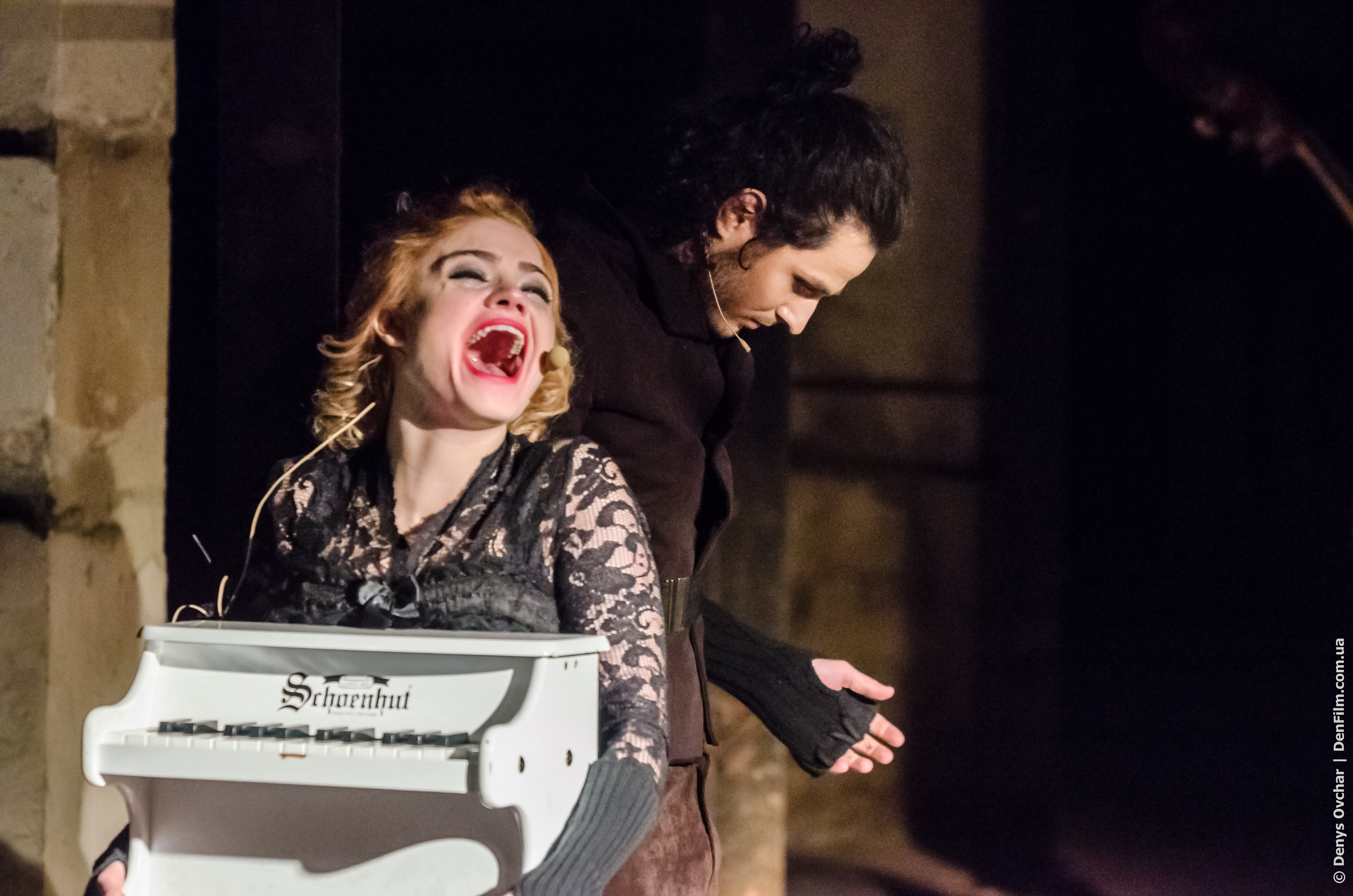
Анастасія Блажчук (Офелія) та Іван Бліндар (Лаерт). Неоопера-жах Гамдет. Фото Денис Овчар.

## Дійові особи та виконавці

### Постановча група

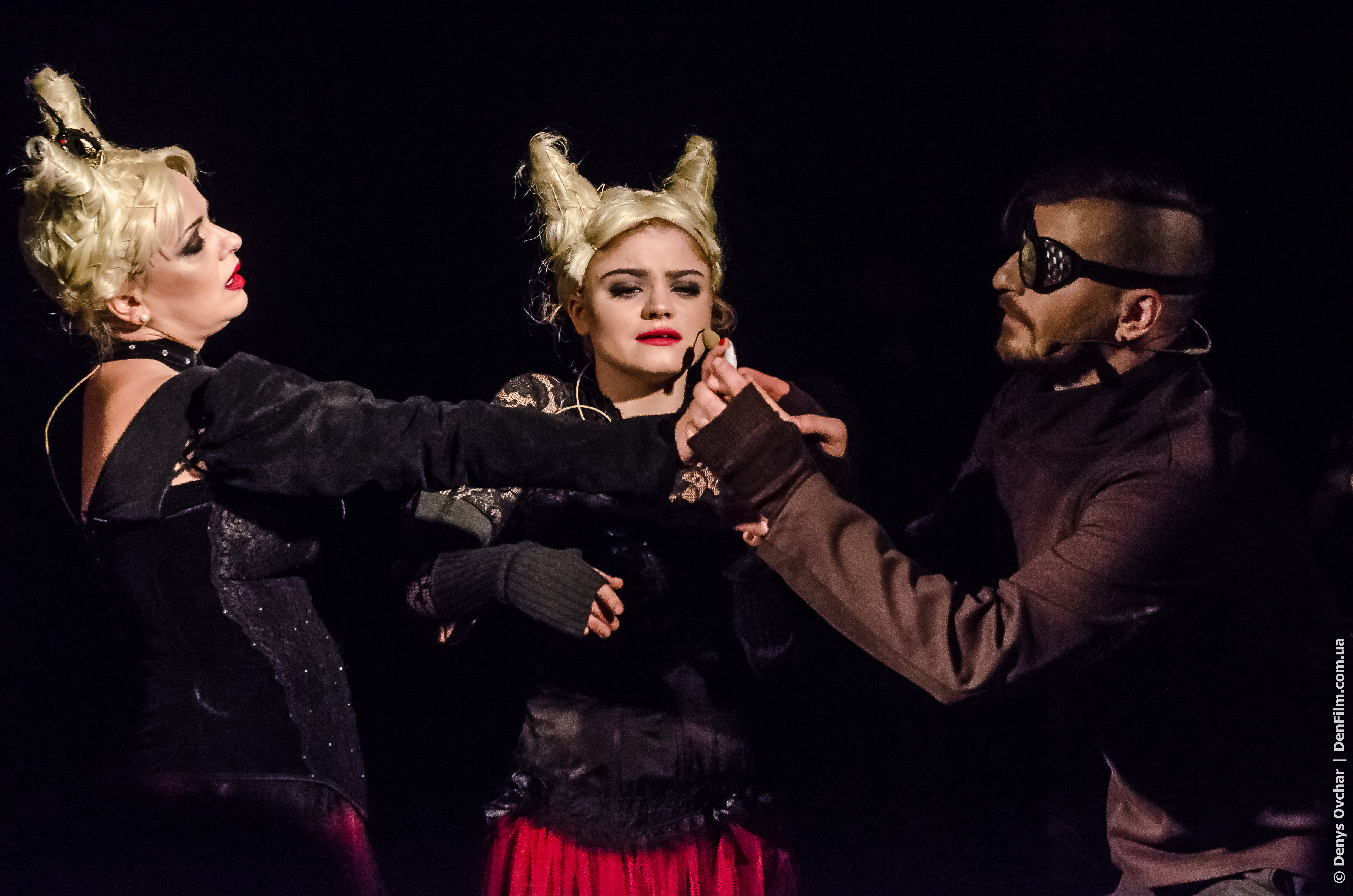
Ірма Вітовська, Анастасія Блажчук та Дмитро Рибалевський (Гертруда, Офелія та Полоній). Неоопера-жах Гамлет. Фото Денис Овчар.

- Режисер — народний артист України Ростислав Держипільський
- Композитори — Роман Григорів, Ілля Разумейко
- Пластичне рішення — Ольга Семьошкіна
- Художник по костюмах — Леся Головач

### Дійові особи і виконавці
- Гамлет — з. а. України Олексій Гнатковський
- Гертруда — з. а. України Ірма Вітовська-Ванца
- Клавдій — з. а. України Юрій Хвостенко
- Полоній — з. а. України Дмитро Рибалевський
- Офелія — Анастасія Блажчук
- Фортінбрас — Євген Холодняк
- Лаерт — Іван Бліндар
- Дух Батька Гамлета  – Роман Григорів
- Йорік – Ілля Разумейко
- Еринії — з. а. України Галина Баранкевич, з. а. України Надія Левченко, з. а. України Олеся Пасічняк
- Монахи — В. Абрам'юк, А. Батир, А. Мельник, М. Сливчук

### Музиканти
- Жанна Марчінська — віолончель
- Андрій Надольський — ударні
- Назар Спас — валторна
- Роман Григорів — контрабас, диригування
- Разумейко Ілля — клавіші, електроніка, валторна

## Гастролі

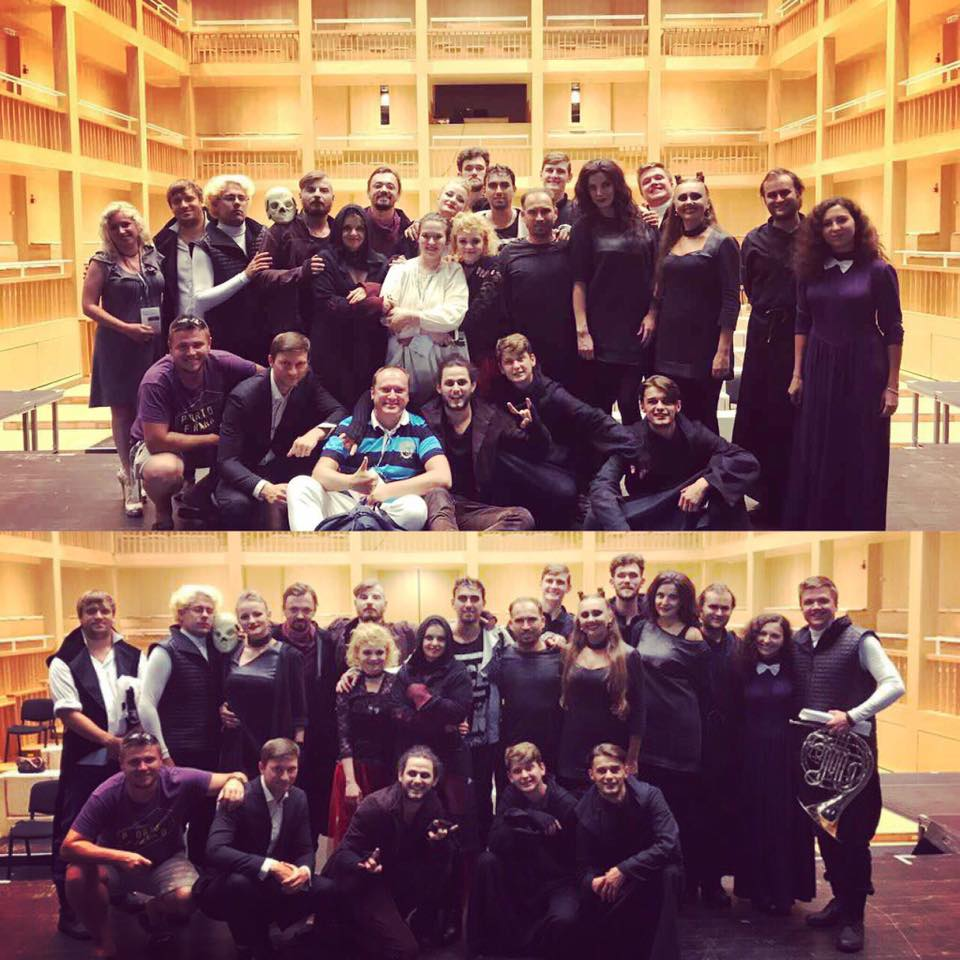
Артисти неоопери Гамлет на сцені Гданського Шекспірівського театру. 2 Серпня 2017 року

Влітку 2017 року вистава була запрошена в основну програму Шекспірівського фестивалю у Гданську. 2 серпня 2017 року неоопера Гамлет (dramma per musica Hamlet) була поставлена у великому залі Гданського Шекспірівського театру в рамках фестивалю.
У 2018 році вистава була презентована в Києві, де отримала нагороду «Найкраща експериментальна вистава» фестивалю-премії ГРА.